# Lena (fiume)
La Lena (in russo Ле́на?; in buriato Зүлхэ, Zülhè; in evenki Елюенэ, Eljuenė; in sacha Улахан өрүс, Ulaqan örüs, letteralmente "grande fiume") è il più orientale dei tre grandi fiumi artici siberiani (gli altri due sono l'Ob' e l'Enisej) che fluiscono nel Mar Glaciale Artico. Attraversa la Siberia Orientale da sud a nord per sfociare nel mare di Laptev dopo un percorso di oltre 4.400 km, drenando un bacino di 2.490.000 km². La Lena è il decimo fiume più lungo del mondo e fra i maggiori per ampiezza di bacino, il quale coincide, sostanzialmente, con l'intera Siberia orientale.

## Percorso
Nasce dal versante occidentale dei monti del Bajkal, a brevissima distanza dal lago omonimo e si dirige, dopo un'iniziale ampia ansa verso sud, in direzione nord-nordest; riceve, in questo tratto, le acque di numerosi affluenti i maggiori dei quali sono la Kirenga e il Vitim. In questo tratto, della lunghezza di circa 1.400 chilometri, la Lena scorre in una valle stretta, profonda, di aspetto montano, le cui sponde sono rilevate anche di 300 metri rispetto al pelo dell'acqua; la valle è piuttosto stretta, con larghezze medie variabili da 1 a 6 chilometri ma con occasionali strettoie in cui si restringe fino a poche centinaia di metri.
A valle della confluenza del Vitim, la Lena entra nel suo medio corso. Aggira a nord l'altopiano del Patom e assume direzione mediamente orientale, tagliando l'ampio altopiano omonimo (del quale è il principale asse idrografico); riceve in questo tratto la Njuja e la Sinjaja da sinistra, la Olëkma e la Buotama da destra. Fino alla città di Pokrovsk scorre tra ripide pareti rocciose, in una zona che attrae turisti e alpinisti; in questo tratto ha già dimensioni di una certa rilevanza, dato che il suo letto ha una larghezza che può arrivare a due chilometri.

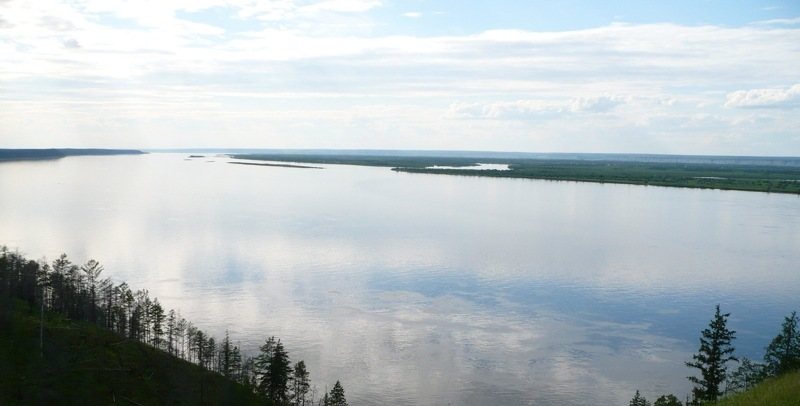
La Lena nei pressi di Jakutsk.

Dopo Pokrovsk la Lena volge il suo corso verso nord ed entra nel vasto bassopiano della Jacuzia centrale; bagna Jakutsk (la maggiore città del suo bacino) e riceve da destra l'Aldan presso la cittadina di Batamaj, superata la quale comincia il suo basso corso, in cui la Lena assume le caratteristiche di grande fiume di pianura, largo e dalla corrente molto lenta. Si dirige verso ovest, riceve le acque del Viljuj e assume direzione mediamente settentrionale, descrivendo un lunghissimo arco bordeggiando immediatamente a ovest i monti di Verchojansk, dei quali drena l'intero versante occidentale ricevendo parecchi affluenti di un certo rilievo.
Dopo la cittadina di Kjusjur, situata oltre il 70º parallelo nord, prende direzione più decisamente settentrionale che conserva fino al suo ingresso nella zona del delta, nei pressi dell'insediamento di Tit-Ary.

### Il delta

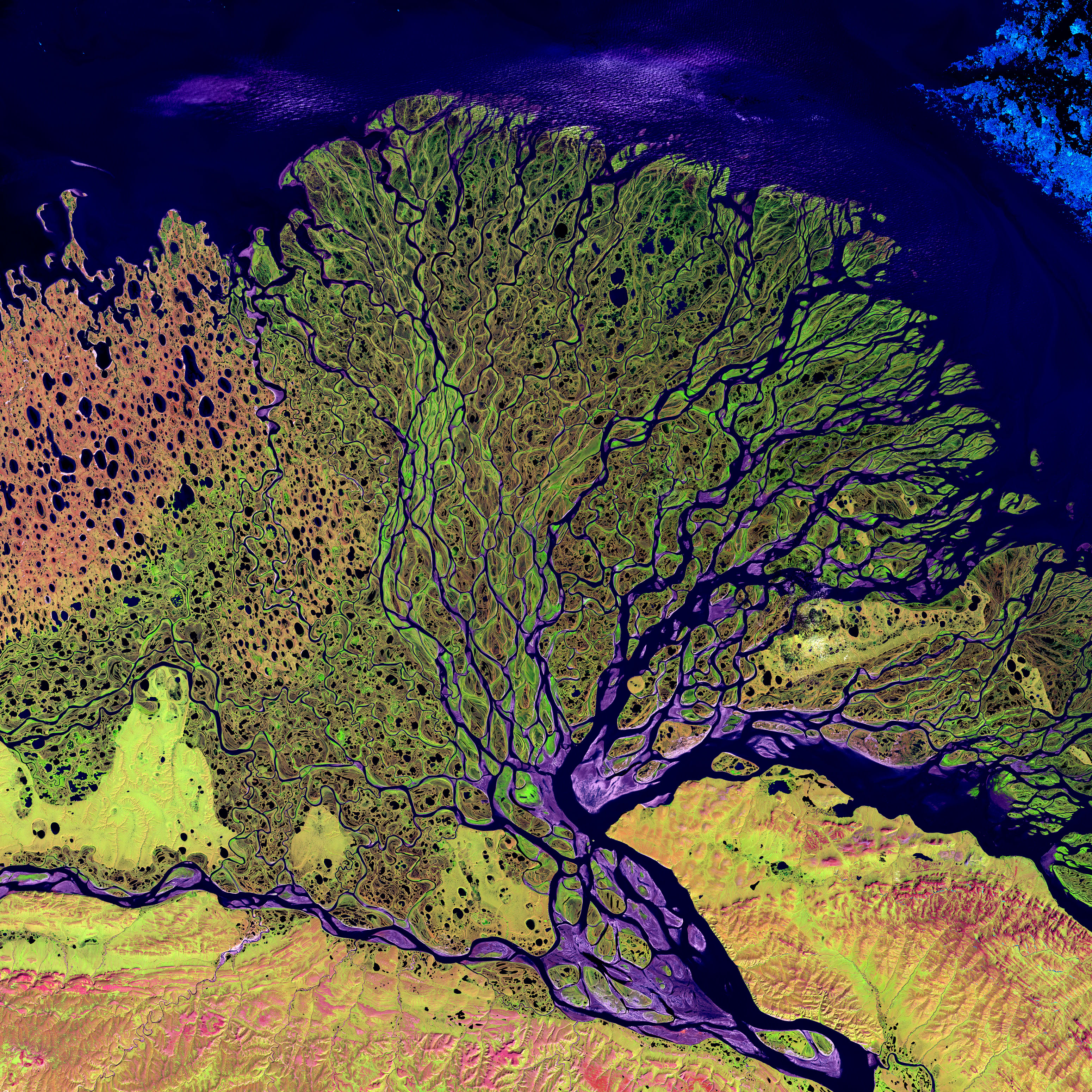
Il delta della Lena ripreso nel febbraio 2000 dal satellite Landsat 7.

Un centinaio di chilometri a valle della cittadina di Kjusjur la Lena entra nella sua zona deltizia; il suo delta è lungo circa 150 km e ha una superficie di 32.000 km²; si inoltra nel mare di Laptev dividendosi in varie diramazioni; i tre rami deltizi principali sono quello di Olenëk, di Trofimov e di Bykovo che in russo sono detti Olenëkskaja, Trofimovskaja e Bykovskaja (протоки Оленёкская, Трофимовская e Быковская). L'Olenëkskaja, che si dirige verso ovest, prende questo nome in quanto sfocia nel golfo dell'Olenëk quasi parallela al fiume Olenëk; alla sua foce c'è un gruppo di isole. Il Trofimovskaja, quello centrale, sbocca verso nord-est e il Bykovskaja verso sud-est (i tre bracci sono distinguibili in violetto nell'immagine satellitare in falsi colori sulla destra).
Tutti i tre bracci sono navigabili, ma il più importante e il Bykovskaja, lungo 130 km in quanto sfocia a nord della baia di Tiksi, che è adatta all'ancoraggio delle navi, dove si trova il porto di Tiksi. Oltre a questi sono presenti numerosissimi bracci secondari tra i quali sono disseminati migliaia di laghi e 1.600 isole, tra queste, a nord, c'è l'isola Amerika-Kuba-Aryta, mentre a nord del delta si trovano le isole di Dunaj. Questo delta è il maggiore dell'Artico, ed è più esteso di quello del Nilo.
La zona deltizia sostiene una fauna che, tenendo conto della latitudine, è particolarmente ricca; conta una trentina di specie di mammiferi e 36 specie di pesci, oltre a un centinaio di specie di uccelli che vi nidificano durante l'estate. Anche la flora è molto differenziata e comprende 420 specie di piante vascolari, 160 di muschi, 70 di licheni e circa 320 di alghe. Una parte dell'area deltizia è tutelata dalla Riserva naturale del Delta della Lena.

## Regime
Il regime della Lena è molto simile a quello di tutti gli altri fiumi siberiani con percorso sud-nord: minimo invernale e primaverile, in cui il fiume è sigillato dal ghiaccio che può raggiungere anche spessori consistenti (fino a 3 metri), contrapposto a deciso massimo tardo primaverile ed estivo, associato a estese inondazioni in conseguenza degli aumenti del livello dell'acqua che possono raggiungere, mediamente, i 18 metri nel basso corso e i 10-15 nel medio corso. Occasionalmente può salire a livelli ancora più alti: nel maggio 2001 la cittadina di Lensk venne semidistrutta da un'alluvione durante la quale il livello dell'acqua salì a più di 19 metri oltre i livello medio. Come regola, il periodo di massima portata d'acqua si sposta in avanti spostandosi dalla sorgente verso la foce: nell'alto corso della Lena il mese di maggior deflusso idrico è maggio, mentre nel basso corso e nel delta è giugno.

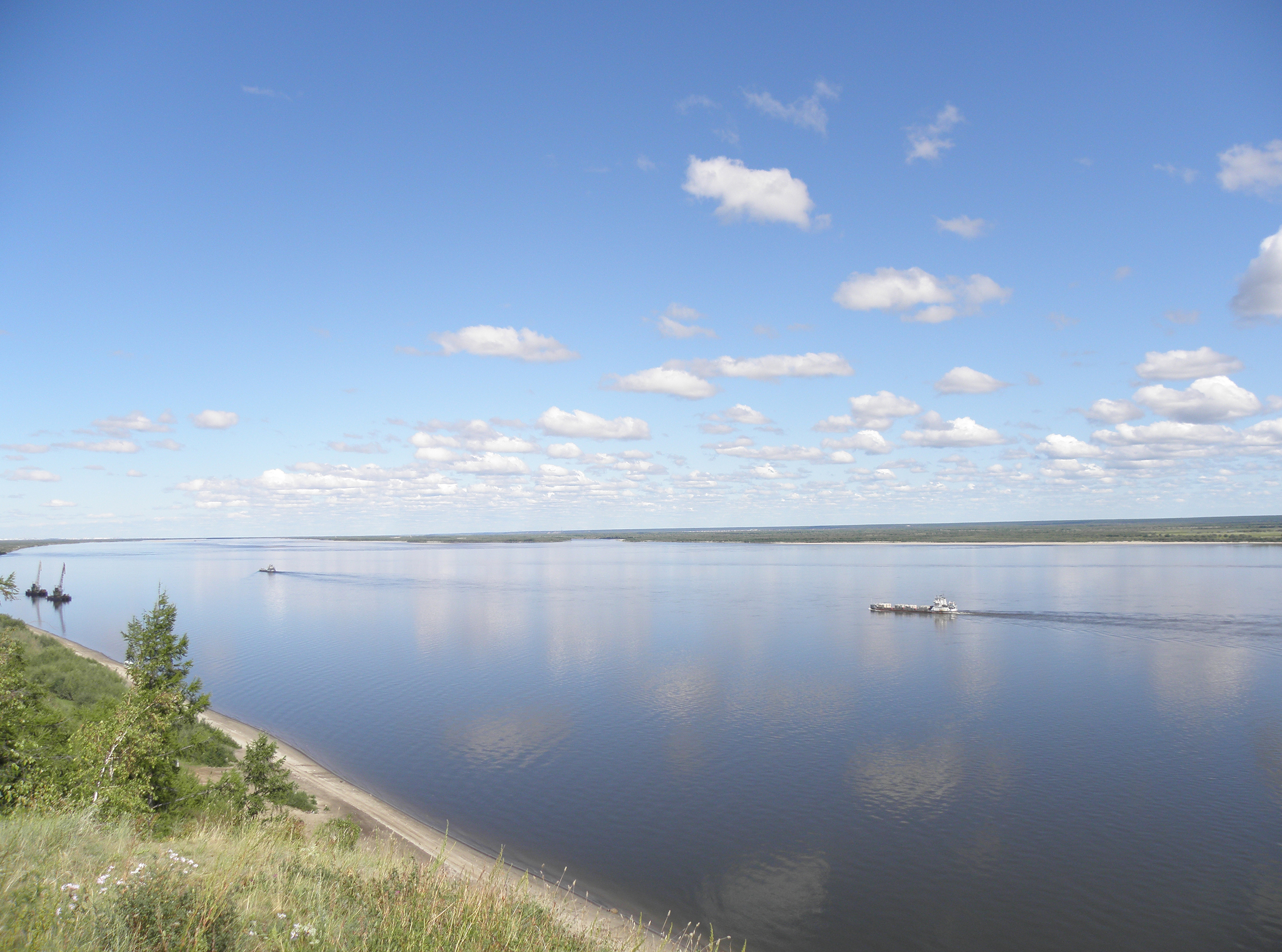
La Lena nel medio corso, durante il periodo estivo.

I valori di portata mostrano grosse variazioni durante l'anno; alla foce, a fronte di una media annuale di 17.000 m³/s si possono avere minimi di circa 400 contrapposti a massimi di 200.000. Per quanto riguarda l'andamento dei valori medi annui, si hanno 480 m³/s alla foce della Kirenga, 1.700 alla foce del Vitim, 4.500 alla foce della Olëkma e 12.100 alla foce del Viljuj. In totale, quindi, la Lena scarica annualmente nel mare di Laptev circa 540 km³ di acqua trasportando circa 12 milioni di tonnellate di sedimenti.
La Lena manifesta un fenomeno comune a tutti gli altri grandi fiumi siberiani; i periodi di gelo, per quanto ovunque molto lunghi, sono differenziati dalle regioni meridionali (alto corso), nelle quali durano circa da metà ottobre - novembre fino a fine aprile - primi di maggio, alle regioni settentrionali (basso corso), nei quali si prolungano da fine settembre - primi di ottobre a fine maggio - primi di giugno. Questo disgelo differenziale fa sì che l'acqua di disgelo cominci a fluire prima dall'alto corso, incontrando, mano a mano che scorre verso nord, una "diga" costituita dal ghiaccio non ancora sciolto. Questo impedimento, unito alla sostanziale piattezza delle forme geomorfologiche, ostacola ancora di più il drenaggio delle acque con il risultato di creare immensi acquitrini.

### Portate medie mensili
Nella seguente tabella vengono mostrati i valori di portata media mensile (espressi in m³/s) della Lena in alcune stazioni di rilevamento idrometrico, poste in ordine dalla sorgente alla foce.
| Stazione di rilevamento | Distanza dalla foce | gen   | feb   | mar   | apr   | mag    | giu    | lug    | ago    | set    | ott    | nov   | dic   | anno   |
| ----------------------- | ------------------- | ----- | ----- | ----- | ----- | ------ | ------ | ------ | ------ | ------ | ------ | ----- | ----- | ------ |
| Kačug                   | 3.968 km            | 27    | 24    | 23    | 55    | 204    | 189    | 161    | 137    | 120    | 75     | 36    | 33    | 90     |
| Žigalovo                | 3.803 km            | 40    | 34    | 34    | 67    | 344    | 247    | 190    | 162    | 135    | 89     | 54    | 45    | 120    |
| Zmeinovo                | 3.139 km            | 357   | 310   | 285   | 416   | 3.130  | 3.341  | 1.668  | 1.236  | 1.129  | 792    | 393   | 427   | 1.124  |
| Krestovskoe             | 2.655 km            | 918   | 759   | 687   | 808   | 7.309  | 13.439 | 8.426  | 6.527  | 5.840  | 3.048  | 1.102 | 1.118 | 4.165  |
| Soljanka                | 2.078 km            | 1.376 | 1.103 | 952   | 996   | 12.525 | 21.909 | 13.985 | 10.770 | 9.820  | 5.005  | 1.413 | 1.638 | 6.791  |
| Tabaga                  | 1.527 km            | 1.489 | 1.148 | 961   | 917   | 11.172 | 23.561 | 14.917 | 11.036 | 10.083 | 5.629  | 1.528 | 1.650 | 7.007  |
| Kjusjur                 | 211 km              | 2.838 | 2.232 | 1.736 | 1.426 | 6.535  | 74.034 | 39.940 | 27.353 | 24.265 | 14.264 | 3.514 | 2.955 | 16.761 |
| Isolotto di Stolb       | 5 km                | 3.141 | 2.669 | 2.119 | 1.759 | 5.909  | 61.833 | 39.478 | 26.167 | 21.890 | 13.196 | 3.342 | 3.074 | 15.382 |

Grafici della portata media della Lena su base mensile, in alcune stazioni di rilevamento idrometrico:
- portata della Lena (in m³/s) presso Tabaga, nel medio corso (61°49′50″N 129°59′55″E, distanza dalla foce 1.527 km); periodo 1936-1999[14]

- portata della Lena (in m³/s) presso Kjusjur, nel basso corso (70°41′05″N 127°21′40″E, distanza dalla foce 211 km); periodo 1934-2000[15]

- portata della Lena (in m³/s) presso l'isolotto di Stolb, nel delta (72°22′12″N 126°48′00″E, distanza dalla foce 5 km); periodo 1976-1994[16]

## Bacino idrografico

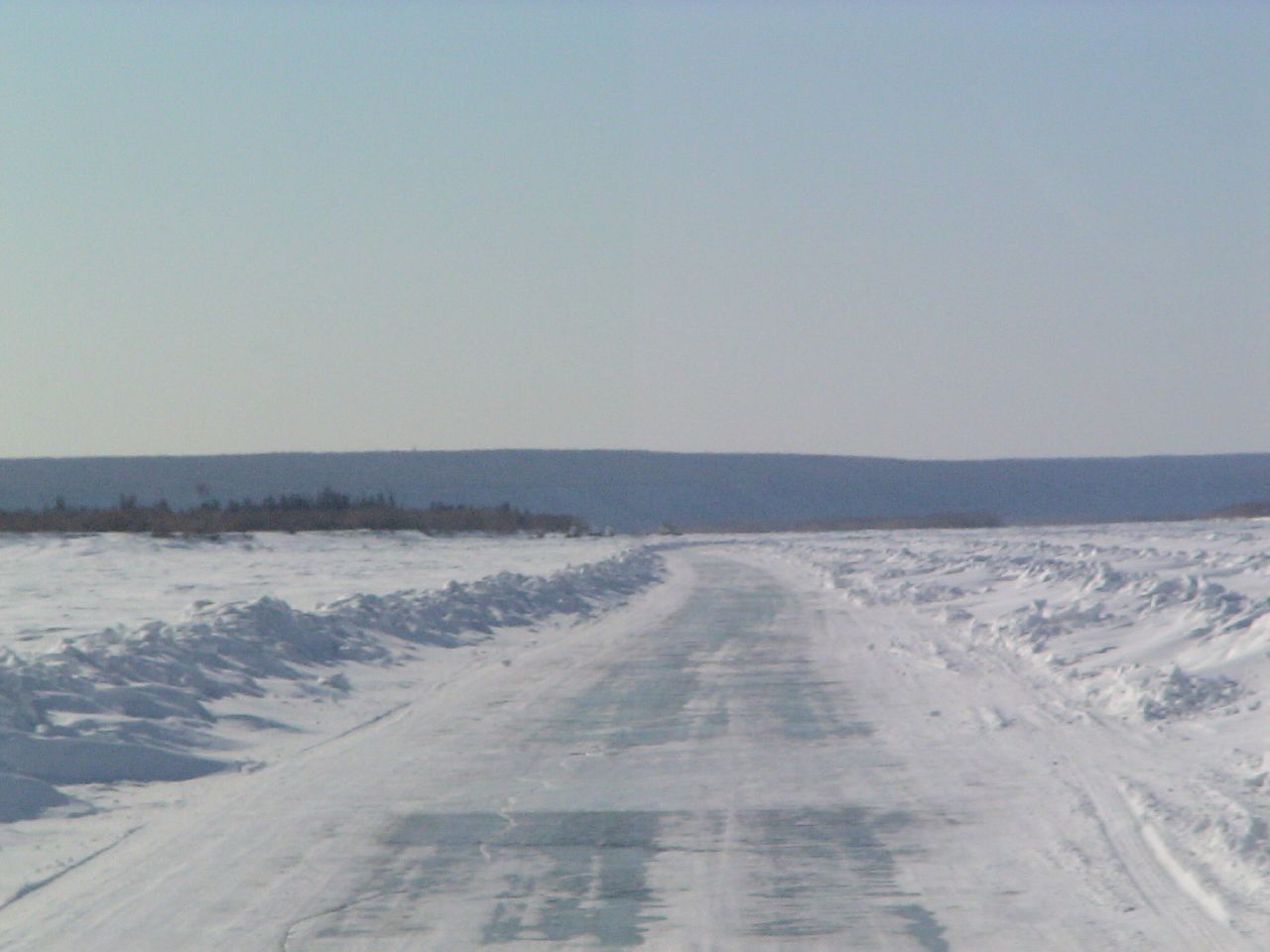
D'inverno il ghiaccio raggiunge spessori fino a 3 metri, rendendo possibile l'attraversamento da parte dei normali veicoli stradali. Appena viene raggiunto uno spessore accettabile, il letto del fiume viene utilizzato come una normale strada. Perciò, nonostante la mancanza di ponti, nei mesi invernali la Lena non costituisce un ostacolo alle comunicazioni via terra.

Il bacino idrografico della Lena coincide, in pratica, con l'intera Siberia orientale, dal momento che si estende sul territorio di tre soggetti federali russi (Repubblica della Jacuzia, Territorio di Chabarovsk e oblast' di Irkutsk); si tratta di una zona dal clima duramente continentale, caratterizzato da inverni lunghi e rigidissimi (si raggiungono alcune fra le temperature più basse dell'emisfero nord) ed estati brevi e tiepide; nella città di Jakutsk, la principale del suo bacino, si registrano medie di circa -43 °C in gennaio e di 19 °C in luglio. Le precipitazioni sono scarse, specialmente nella parte settentrionale, e cadono prevalentemente in estate. La durezza climatica causa estesi congelamenti del suolo, che in buona parte del bacino sono permanenti (permafrost); in alcune aree, lo strato permanentemente gelato può superare i 1.000 metri.
Il manto vegetale assolutamente prevalente nel bacino è dato dalla taiga, la foresta boreale di conifere e betulle che copre enormi estensioni in tutto il settentrione eurasiatico; a causa delle durissime condizioni climatiche e della presenza del permafrost (che scongela in estate solo fino a profondità di poco superiori al metro), tuttavia, la foresta non è rigogliosa e si rinnova con difficoltà. Nella zona della foce e del basso corso del fiume le temperature estive si abbassano al di sotto del limite della crescita degli alberi: sono le zone della tundra artica, senza vegetazione arborea, coperte da una stentata vegetazione di erbe, muschi, licheni e caratterizzate dalla presenza di suoli poligonali ed estesissime paludi.
Questo provoca una densità di popolamento estremamente bassa, che fa sì che, nonostante le dimensioni, il fiume non abbia una grandissima importanza dal punto di vista economico; la principale ragione che ha portato al popolamento russo della zona è l'abbondanza di materie prime (legno derivante dalle immense foreste, carbone, petrolio, gas naturale) e risorse minerarie (oro, diamanti). Inoltre, in epoca sovietica si è provveduto allo sfruttamento dell'immenso potenziale energetico dei fiumi del bacino; sono state costruite due centrali elettriche, una sul fiume Viljuj e una sul fiume Mamakan, un piccolo affluente dell'Aldan.
La Lena ha anche una certa importanza come via di comunicazione, dato che è navigabile per varie migliaia di chilometri, dalla foce fino alla cittadina di Kačug nell'alto corso; anche i suoi maggiori affluenti consentono la navigazione per centinaia di chilometri a monte della loro confluenza. In inverno, inoltre, lo spesso strato di ghiaccio rende possibile l'attraversamento in ogni punto anche con veicoli pesanti, facendo sì che la Lena non rappresenti un ostacolo per le comunicazioni via terra.

### Affluenti

Il bacino idrografico della Lena.

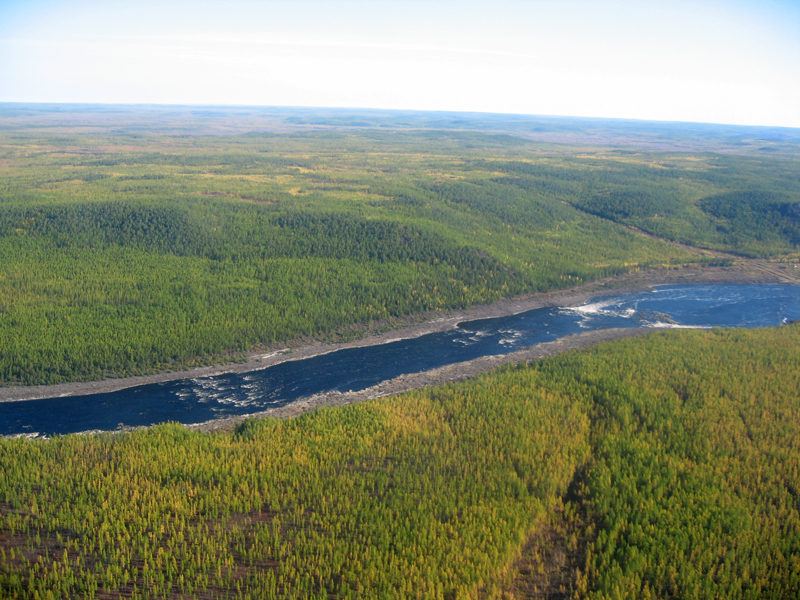
Il Viljuj.

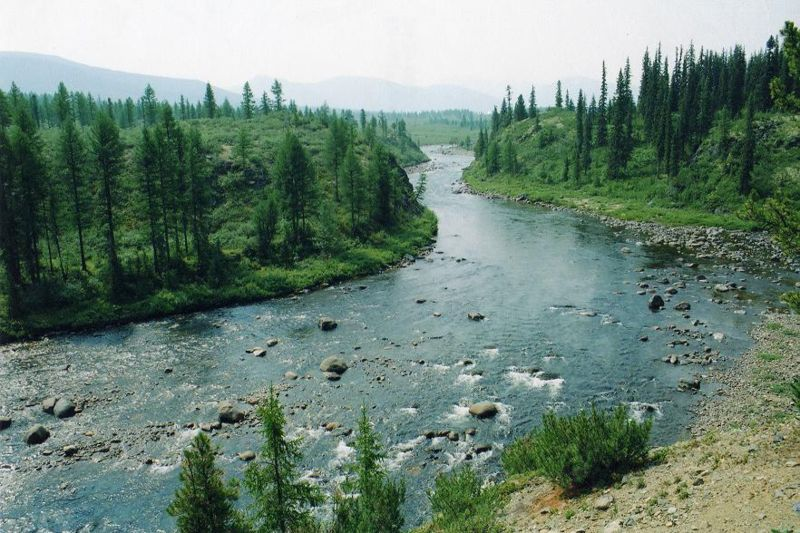
La Čaja.

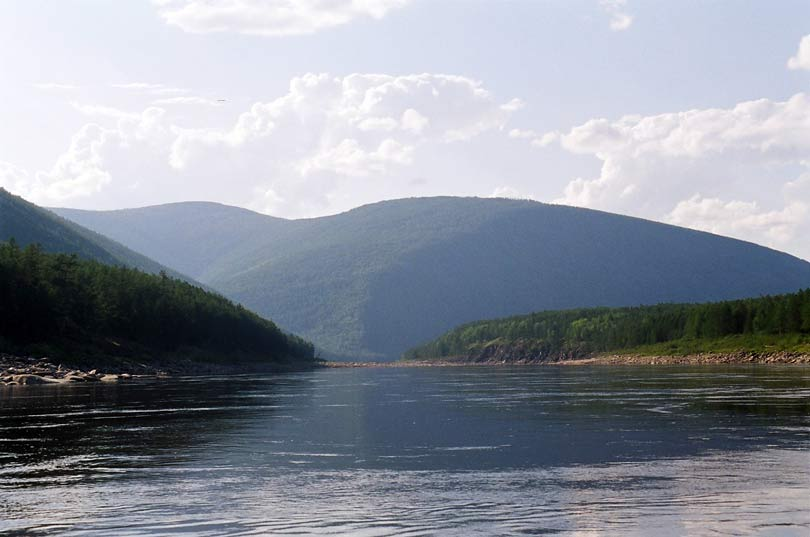
Il Vitim.

Le rilevantissime dimensioni del bacino idrografico della Lena fanno sì che raccolga le acque di centinaia di affluenti e subaffluenti (non casualmente uno dei suoi vecchi soprannomi era "il fiume dei mille affluenti"). Fra i moltissimi corsi d'acqua ricevuti, quelli di maggior rilievo (alcuni dei quali, come Vitim, Viljuj, Olëkma, Aldan, lunghi più di 1.000 km) sono esposti nella seguente tabella.
| Fiume             | Lunghezza | Provenienza idrografica | Distanza dalla foce |
| ----------------- | --------- | ----------------------- | ------------------- |
| Ėekit             | 141 km    | sinistra                | 183 km              |
| Tikjan            | 119 km    | destra                  | 232 km              |
| Bësjuke           | 152 km    | destra                  | 296 km              |
| Kuranach-Siktjach | 52 km     | destra                  | 361 km              |
| Uėl'-Siktjach     | 247 km    | destra                  | 383 km              |
| Molodo            | 556 km    | sinistra                | 413 km              |
| Džardžan          | 297 km    | destra                  | 513 km              |
| Natara            | 187 km    | destra                  | 551 km              |
| Menkere           | 227 km    | destra                  | 603 km              |
| Motorčuna         | 423 km    | sinistra                | 606 km              |
| Muna              | 715 km    | sinistra                | 606 km              |
| Kjulenke          | 211 km    | sinistra                | 620 km              |
| Choruongka        | 377 km    | sinistra                | 696 km              |
| Soboloch-Majan    | 411 km    | destra                  | 700 km              |
| Uchunku           | 148 km    | destra                  | 703 km              |
| Begidžjan         | 195 km    | destra                  | 740 km              |
| Oručan            | 115 km    | destra                  | 818 km              |
| Undjuljung        | 414 km    | destra                  | 820 km              |
| Taryn-Jurjach     | 105 km    | sinistra                | 834 km              |
| Bachanaj          | 250 km    | sinistra                | 835 km              |
| Innjach           | 123 km    | destra                  | 918 km              |
| Kjundjudej        | 240 km    | destra                  | 921 km              |
| Linde             | 804 km    | sinistra                | 985 km              |
| Djanyška          | 295 km    | destra                  | 990 km              |
| Mundalyk          | 103 km    | destra                  | 1.037 km            |
| Ljapiske          | 299 km    | destra                  | 1.057 km            |
| Tympylykan        | 357 km    | sinistra                | 1.086 km            |
| Viljuj            | 2.650 km  | sinistra                | 1.102 km            |
| Lungcha           | 508 km    | sinistra                | 1.132 km            |
| Ljunkjubej        | 114 km    | destra                  | 1.139 km            |
| Tjugene           | 492 km    | sinistra                | -                   |
| Sitte             | 431 km    | sinistra                | 1.157 km            |
| Čočuma            | 144 km    | destra                  | 1.166 km            |
| Chančaly          | 241 km    | sinistra                | 1.260 km            |
| Kenkeme           | 589 km    | sinistra                | 1.275 km            |
| Beljanka          | 114 km    | destra                  | 1.277 km            |
| Aldan             | 2.273 km  | destra                  | 1.311 km            |
| Suola             | 224 km    | destra                  | 1.488 km            |
| Tamma             | 216 km    | destra                  | 1.528 km            |
| Menda             | 168 km    | destra                  | 1.565 km            |
| Ljutenge          | 140 km    | destra                  | 1.577 km            |
| Buotama           | 418 km    | destra                  | 1.609 km            |
| Sinjaja           | 597 km    | sinistra                | 1.716 km            |
| Tuolba            | 395 km    | destra                  | 1.875 km            |
| Marchačan         | 248 km    | sinistra                | 1.914 km            |
| Marcha            | 346 km    | sinistra                | 1.928 km            |
| Tuolbačan         | 181 km    | destra                  | 1.954 km            |
| Namana            | 422 km    | sinistra                | 2.044 km            |
| Olëkma            | 1.436 km  | destra                  | 2.089 km            |
| Birjuk            | 267 km    | sinistra                | 2.160 km            |
| Čerendej          | 226 km    | sinistra                | 2.178 km            |
| Malyj Patom       | 136 km    | destra                  | 2.323 km            |
| Bol'šoj Patom     | 570 km    | destra                  | 2.334 km            |
| Ura               | 181 km    | sinistra                | 2.366 km            |
| Derba             | 299 km    | sinistra                | 2.395 km            |
| Njuja             | 798 km    | sinistra                | 2.420 km            |
| Bol'šaja Kontajka | 174 km    | destra                  | 2.472 km            |
| Chamra            | 145 km    | sinistra                | 2.582 km            |
| Pilka             | 117 km    | destra                  | 2.599 km            |
| Peleduj           | 398 km    | sinistra                | 2.690 km            |
| Vitim             | 1.837 km  | sinistra                | 2.714 km            |
| Čuja              | 512 km    | destra                  | 2.740 km            |
| Ičera             | 138 km    | sinistra                | 2.973 km            |
| Čaja              | 353 km    | destra                  | 3.017 km            |
| Čečuj             | 231 km    | destra                  | 3.034 km            |
| Piljuda           | 105 km    | sinistra                | 3.050 km            |
| Kirenga           | 746 km    | destra                  | 3.155 km            |
| Bol'šaja Tira     | 219 km    | sinistra                | 3.305 km            |
| Tajura            | 216 km    | destra                  | 3.384 km            |
| Kuta              | 408 km    | sinistra                | 3.466 km            |
| Ilga              | 289 km    | sinistra                | 3.773 km            |
| Tutura            | 222 km    | destra                  | 3.812 km            |
| Anga              | 167 km    | destra                  | 3.969 km            |
| Manzurka          | 214 km    | sinistra                | 3.980 km            |
| Ilikta            | 105 km    | sinistra                | 4.020 km            |

## Storia

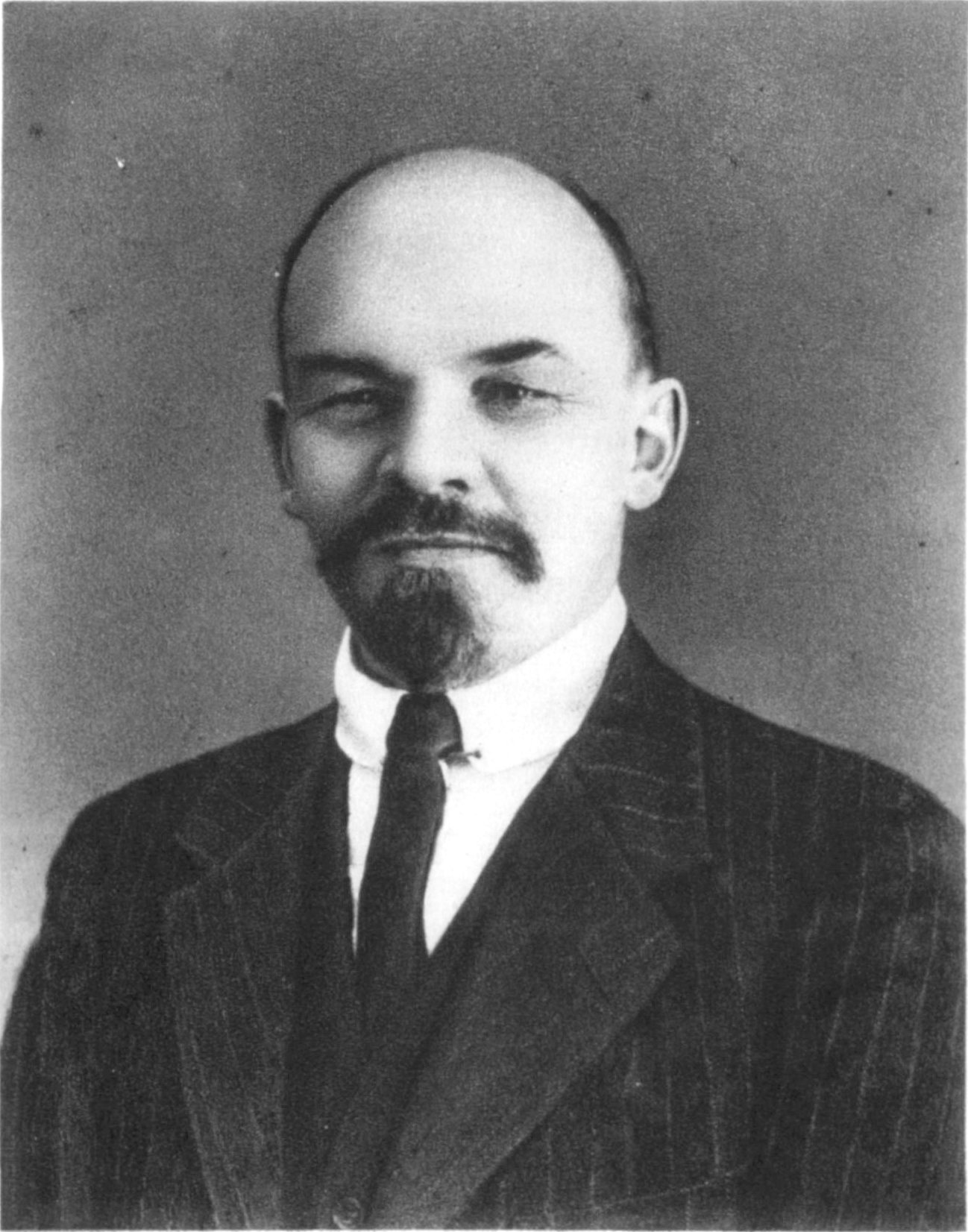
Il più fortunato fra i 160 soprannomi utilizzati da Vladimir Il'ič Ul'janov fu senza dubbio quello di Lenin, che venne adottato nel 1900 al ritorno dall'esilio triennale in Siberia. Riguardo alla sua origine sono state fatte diverse supposizioni, fra le quali una delle più quotate è quella che gli attribuisce il significato di "uomo della Lena".

Negli anni precedenti l'arrivo dei russi, i gruppi etnici più diffusi nel bacino della Lena erano gli jakuti, stanziati nel medio bacino fra la confluenza dell'Aldan e quella del Viljuj e giunti da regioni più meridionali, circostanti il lago Bajkal, in numerose ondate migratorie conclusesi intorno al 1500. Un altro importante gruppo etnico stanziato nel bacino della Lena erano gli evenchi (detti anche tungusi), stanziati in piccoli gruppi su un vasto territorio nell'alto e medio bacino, e gli eveni, popolazione artica residente nel basso corso del fiume e nella zona della foce. La densità di popolazione in questi territori era comunque bassissima, e vasti territori erano pressoché disabitati.
La prima metà del XVII secolo vide l'inizio della colonizzazione russa, quando dapprima i cosacchi al servizio delle più potenti famiglie russe, successivamente l'esercito regolare, avanzavano in una lenta marcia verso oriente. Risale a questi anni la prima decisa affermazione dell'autorità russa sulla zona, con la sottomissione al pagamento di tributi delle popolazioni autoctone. Il primo avamposto russo nel bacino della Lena fu il campo invernale di Ust'-Kutskoe, che divenne più tardi la città di Ust'-Kut. Risale al 1632, per opera dei cosacchi, la fondazione della città di Jakutsk, che dieci anni più tardi venne elevata allo status di città divenendo il centro amministrativo della Siberia orientale; al 1663 quella della città di Lensk; al 1682 quella di Pokrovsk. Per molti decenni, tuttavia, l'entità del popolamento russo rimase molto esigua, limitata per lo più ad accampamenti militari o a campi di lavoro forzato.
Un deciso incremento del popolamento russo nel bacino della Lena venne solo con il XX secolo, favorito dall'uso massiccio della pratica della deportazione, sia da parte del governo zarista sia, soprattutto, di quello sovietico; risale alla prima metà del XX secolo (in alcuni casi anche dopo) la fondazione di parecchie città della regione, alcune delle quali sono fra i maggiori agglomerati urbani della zona: Aldan venne fondata nel 1923, Njurba risale al 1930, Mirnyj al 1955 e Nerjungri, cittadina mineraria della parte meridionale del bacino, addirittura al 1975.
Questo richiamo di popolazione russa da ovest risultò rapidamente nel suo sorpasso numerico di tutte le altre etnie prima dominanti; di recente, tuttavia, con il crollo del regime sovietico, il flusso si è invertito e oggi gli jakuti sono tornati predominanti, almeno nella loro Repubblica Autonoma.

## Galleria d'immagini

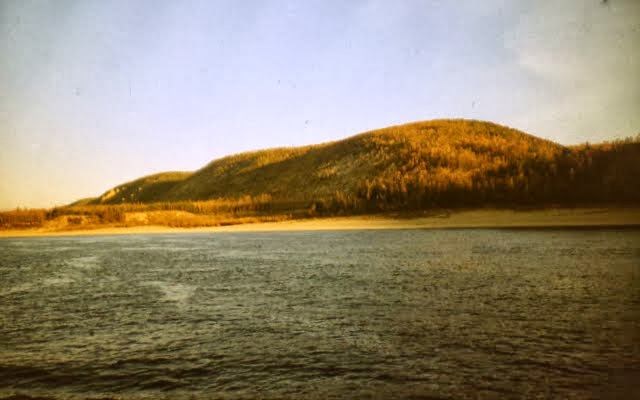
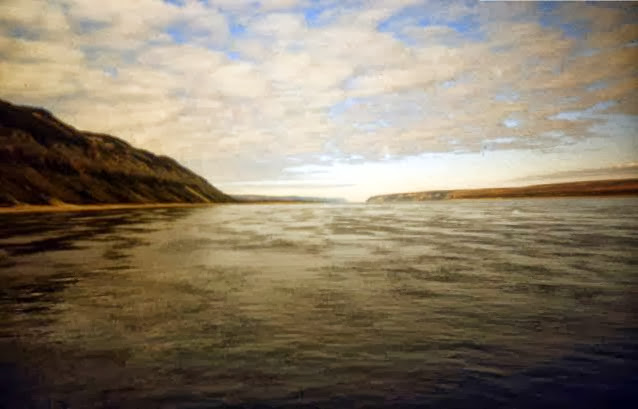
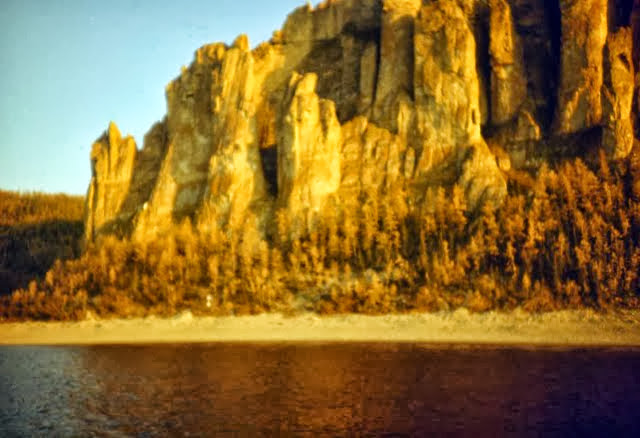
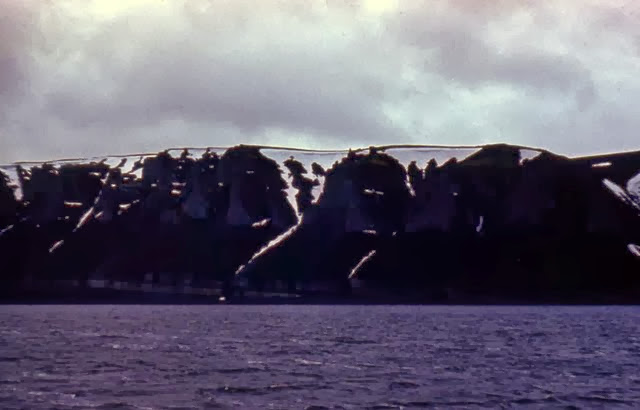
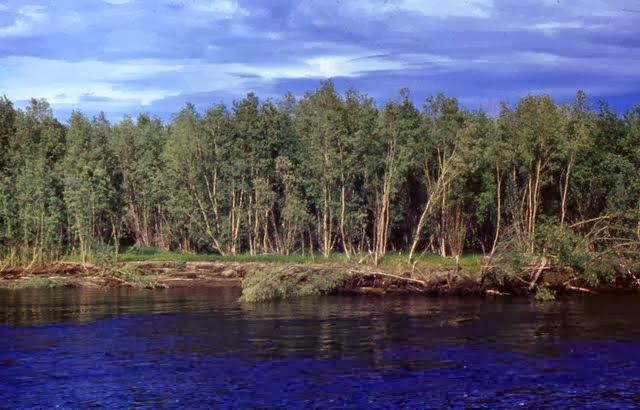
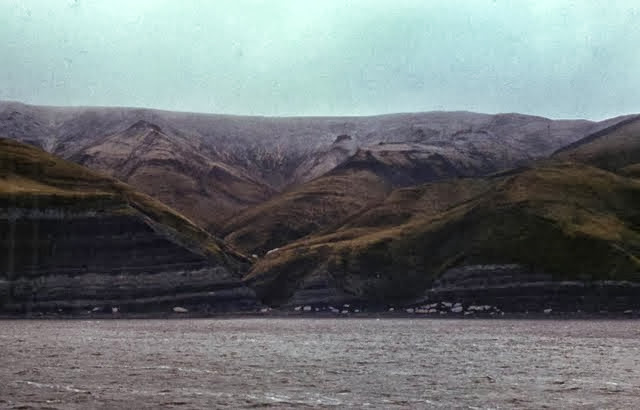
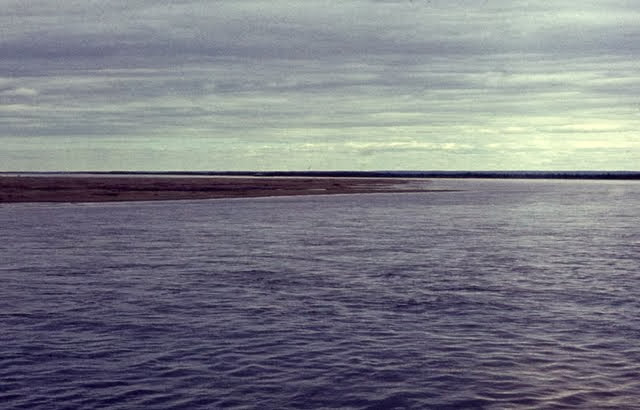